# Списак ликова серије Морнарички истражитељи: Лос Анђелес

Ово је преглед главних и епизодних ликова серије МЗИС: Лос Анђелес.

## Преглед
| Лик            | Глумац               | Сезоне | Сезоне | Сезоне   | Сезоне   | Сезоне | Сезоне | Сезоне | Сезоне | Сезоне | Сезоне | Сезоне | Сезоне | Сезоне | Сезоне |
| Лик            | Глумац               | 1      | 2      | 3        | 4        | 5      | 6      | 7      | 8      | 9      | 10     | 11     | 12     | 13     | 14     |
| -------------- | -------------------- | ------ | ------ | -------- | -------- | ------ | ------ | ------ | ------ | ------ | ------ | ------ | ------ | ------ | ------ |
| Гриша Кален    | Крис О’Донел         | Главна | Главна | Главна   | Главна   | Главна | Главна | Главна | Главна | Главна | Главна | Главна | Главна | Главна | Главна |
| Нејт Гец       | Питер Камбор         | Г      | П      | Гост     | Гост     | П      | Гост   | Гост   | П      |        |        |        |        | П      | Г      |
| Кензи Блај     | Данијела Руа         | Главна | Главна | Главна   | Главна   | Главна | Главна | Главна | Главна | Главна | Главна | Главна | Главна | Главна | Главна |
| Доминик Вејл   | Адам Џамал Крег      | Г      |        |          |          |        |        |        |        |        |        |        |        |        |        |
| Ерик Бил       | Берет Фоа            | Главна | Главна | Главна   | Главна   | Главна | Главна | Главна | Главна | Главна | Главна | Главна | Главна |        |        |
| Хенријета Лeнг | Линда Хант           | Главна | Главна | Главна   | Главна   | Главна | Главна | Главна | Главна | Главна | Главна | Главна | Главна | Г      |        |
| Самјуел Хана   | Џејмс Тод Смит       | Главна | Главна | Главна   | Главна   | Главна | Главна | Главна | Главна | Главна | Главна | Главна | Главна | Главна | Главна |
| Мартин А. Дикс | Ерик Кристијан Олсен | П      | Главна | Главна   | Главна   | Главна | Главна | Главна | Главна | Главна | Главна | Главна | Главна | Главна | Главна |
| Нел Џоунс      | Рене Фелис Смит      |        | Главна | Главна   | Главна   | Главна | Главна | Главна | Главна | Главна | Главна | Главна | Главна |        | Г      |
| Овен Гренџер   | Мигел Ферер          |        |        | Повратна | Повратна | Главна | Главна | Главна | Главна |        |        |        |        |        |        |
| Шеј Мозли      | Ниа Лонг             |        |        |          |          |        |        |        |        | Главна | Главна |        |        |        |        |
| Фатима Намази  | Медалион Рахими      |        |        |          |          |        |        |        |        |        | П      | Главна | Главна | Главна | Главна |
| Девин Раунтри  | Кејлеб Кастил        |        |        |          |          |        |        |        |        |        |        | П      | Главна | Главна | Главна |
| Холас Килбрајд | Џералд Мекрејни      |        |        |          |          |        | Г      |        |        |        | П      | Г      | П      | Главна | Главна |

## Главни

### Гриша Кален
Пре серије, Гриша "Џи" Александрович Николајев Кален (тумачи га Крис О’Донел) и Хана су били партнери две године ("Партнер"), док су се он и Ленгова први пут срели када је побегао из малолетничког притвора и Хети га је чувала од тога да не буде поново ухапшен ("Бес"). Док су га његови пријатељи звали "Џи", Ленгова одбија да то учини говорећи: "То није име, него два слова". Она га уместо тога зове "Гос'н Кален" ("Идентитет"). Кален је некада служио са својим добрим пријатељем Леројем Џетром Гибсом, који сада ради у седишту МЗИС-а у Вашингтону. Кален је специјализован за дубоке тајне задатке.
Поред енглеског, Кален течно говори најмање шест других језика. Шпански, пољски, руски, немачки (са енглеским нагласком, за који је тврдио да је аустријски), италијански (са северним нагласком) и француски. Кален такође тврди да говори и чешки и румунски. Поред тога, његов руски је вероватно довољан за један, али не и други, чеченски дијалекат. То је дозволило Калену да продре у чеченску терористичку ћелију у четвртој сезони, у епизоди "Одабрани" што је сабласно наговестило бомбардовање Бостонског маратона од стране чеченских имиграната мање од три месеца касније. У лажној његовој умрлици коју је показала Хети Алекса Комеску пише да Каленов датум рођења 11. март 1970. године.
У епизоду "Архангел", Кален је рекао да је први пуцао из пиштоља са 20 година. У истој епизоди, откривено је да га је Хети терала да се тркају у пењању на лажном зиду у теретани МЗИС-а три пута заредом, али Кален је одбија уз изазов да се поново тркају, упркос изазовима Сема Хане. У епизоду "Отпор" је откривено да је Кален живео у 37 хранитељских породица почевши од своје пете године. Понекад се селио на сваких неколико дана, а најдуже да је икада остао на једном месту је било три месеца са четрнаест година, када је живео са породицом Рускиње по имену Алина Ростова (коју је називао "млађа сестра"). То је откривено кроз бљескове из прошлости на крају друге сезоне када је  Кален провео део свог раног детињства на румунској обали Црног мора. У епизоди "Идентитет" је откривено да га зову "Џи", не зато што не воли своје право име, него зато што не зна од ког имена је прво слово "Г", јер му никада није речено. Као одрасла особа, његова "мала сестра" Ростовљева је тајно послата да чува Калена како би се спречило да га убије руске мафија. Кален течно говори руски, због његових бивших односа са својом породицом Ростов. Током прве сезоне пказује се да је Кален без крова над главом, пошто је боравио код разних својих колега из МЗИС-а, а понекад у одељењу за операције сам.
Пре доласка у МЗИС, Кален је радо у Одељењу за борбу против дроге у ЦИА-и. Док је био у Агенцији, радио је заједно са епизодним ликом Трентом Кортом, а партнерка му је била Трејси Розети и током њиховог тајног задатка у Узбекистану, Кален и Трејси су били "у браку", користећи презиме "Келер". Након тог задатка, где је Кален оптужио Трејси за стављање успеха операције под њихово професионално и лично партнерство, они су се "развели", а Кален се зезао да је у паници Трејси добила старатељство над Бадијем, њиховим псом. Брак и развод су касније, наравно, били лажни.
Кален је, у седмој сезони, упознао свог правог оца, који је открио да је слово Г почетно слово од његовог имена Гриша. Тренутно се Кален забавља са својом ћерком Аркадија Колчака, Аном.

### Нејт Гејц
Др. Нејт "Доца" Гејц (тумачи га Питер Камбор) је оперативни психолог који ради са МЗИС-ом који се налази у Лос Анђелесу и први пут се појавио у епизоди "Легенда (1. део)" телевизијске серије "МЗИС". Нејтова специјалност је психологија, а има диплому и докторат магистра у овој области.
Он гледа снимке и разговоре и саставља психолошке профиле. Такође је одговоран за спровођење периодичне психолошке евалуације тима агената и обезбеђује праћење у наставцима њиховог менталног здравља. Он се боји непоштовања наређења Хети Ленг и сматра да је страшна. Тим често не разуме његов хумор. Он зна да свира бенџо и хармонику и воли да слуша џез музику.
У епизоду "Кинеска четврт" Нејт је изразио жељу да постане агент, што врло слабо виде чланови тима због његових лоших вештина у оперативном раду. Он пита Хети, да ли постоји случај када је психолог постао агент, међутим, када је рекла да је човек убијен у другој недељи рада, Нејт је почео да сумња у свој избор. Упркос томе, Нејт је добио војну обуку, о чему сведочи неколико епизода (епизоде "Затвор (1. део)" и "Мирнији начин (2. део)"). Нејт је био на Блиском истоку да проучи исламске војне побуњеничке скупове са седиштем у Јемену. По завршетку овог задатка, Нејтов тренутни задатак није откривен, иако је познато да је на Блиском истоку у овом тренутку.
Нејт вратио у Лос Анђелес у епизоду "Патриотски чинови", где је помогао тиму да пронађе особу одговорну за бомбашки напад у граду. У епизоди "Трећи хор (3. део)" је помогао Нел да превазиђе своје прво убиство.
Питер Камбор је био у главној постави у 1. сезони, али је уназађен у епизодне улоге од 2. сезоне. Убудуће ће се очигледно Питер Камбор појављивати као специјални гост.

### Кензи Блај
Кензи Мери Блај (тумачи је Данијела Руа) је млађи специјални агент МЗИС-а. Она се први пут појавила у епизоди "Легенда (1. део)" серије "МЗИС".
Кензи је рођена у војној породици и била је у кампу "Пендлтон" због љубави према мору. Течно говори португалски и шпански, може да чита са усана и зна Морзеову азбуку. Њу је отац научио "како да преживи готово свуда", трагове, пуцање, да поправи мотор, игра покер, повуче жице, све што би научио сина. У истој сцени она је рекла да њен "отац није имао сина, него мене", што значи да је - јединица. Она и њен отац су били блиски, најбољи пријатељи. Њен отац је убијен. Његово тело је било толико непрепознатљиво да су га идентификовали преко зуба. Случај није био решен годинама. Да би сазнала више о смрти свог оца и нашла убицу, Кензи постаје агент МЗИС-а, али у епизоди "Блај К. (2. део)" је пронађен убица и Кензи безбедно наставља даље.
У епизоди "Једини лак дан" Кензи каже да када је била искушеница, она је морала да лежи у вентилацији и у гробници, јер је то био најмање, као и ношење бикинијима на послу, ако је потребно. Она је врло надарена за шпијунски рад и под маском је чак Кален и Сем зову "рођени детектив." Џи је често зове Кенз.
Прикупља и гумене наруквице, што је познато, и има их најмање седамдесет две.
У сеасон епизоди "Неред" је открила да је била верена за војника по имену Џек, али да се њихова веза прекинула након повратка из Ирака. Џек је патио од посттрауматског стресног поремећаја. Једног дана је нестао, а она не зна где је.
У серији јој је био први партнер агент Доминик Вејл. Кензи је била посебно узнемирена када је Дом нестао након свог нестанка, а она је прала судове у свом стану.
Други партнер Кензи од 2. сезоне је Марти Дикс, а њихова прва сарадња је била у 1. сезони. Иако су Дикс и Кензи у почетку имали помало антагонистички однос, она је јасно иритирала Дикса када је флертовао са другим женама, или покушавао да је користи као мамац. Временом, њихов односи се загрева, а она је била видно узнемирена када је Дикс упуцан. Кензи тражи од Хети дозволу за боравак у болници са Диксом, а не да истражује случај, јер је желела да га види живог, а не мртвог као што се десило са Вејлом. Дикс показује неко лично занимање за Кензи. У епизоди "Пљачка", док је била на тајном задатку, она је кокетирала са предивним лоповом, а Кален и Сем су приметили да је Дикс постао љубоморан. И Кензи, као и Дикс има збирку стрипова.
У епизоди "План Б" Кензи је добила надимак "Википедија" због енциклопедијског знања.
На крају 2. сезоне Кензи одлази са Каленом и Семом да пронађе Хети у Прагу без одобрења директора Венса. 
У 3. сезони, у епизоди "Блај К. (1. део)" она потпада под сумњу када су војнци који су служили са њеним оцем, почели да умиру у несрећама. Кензи је ухапсио помоћник директора Гренџер када је откривено да је она била последња особа са којом су разговарали мртви војници пре него што су помрли. Када је постало јасно да је прави убица био члан екипе њеног оца, њено име је обрисано.
Њена мајка се преудала, а оне нису разговарале 15 година.
Кензи се такође појавила у серији "Хаваји Пет-0".
У епизоди "Комшија гледа" Кензи и Дикс су глумили брачни пар да би открили "спавачког" тајног агента. У епизоди "Блај К. (2. део)", када је Кензи пронашла убицу свог оца, зове Дикса и не говори ништа, јер јој сузе иду.
Током 5. сезоне њих двоје започињу везу коју објављују екипи у 6. сезони, а од 7. сезоне њих двоје живе заједно, а на крају исте сезоне Дикс је запросио Кензи.

### Доминик Вејл
Доминик "Дом" Вејл (тумачио га је Адам Џамал Крег) се први пут појавио у епизоди "Идентитет као млађи теренски агент. Он је првобитно био партнер Кензи Блај. Она га је учила вештинама оперативног рада. Дом није рођен у Лос Анђелесу. Дипломирао је на Масачусетском институту за технологије. Домови родитељи су још увек живи.
Дом површине одговорности није објављена, иако је показано више пута да је вешт са рачунарима и електроником.
Дом се труди да буде добар агент, стога тражи од Сема да му он води праксу. Он је веома узнемирен и због тога не може да се носи са захтевима Сема.
Дом нестаје у епизоду "Нестао" и поново се појављује у епизоди "Нађен". Он је био заробљен од стране професионалних лопова које су ангажовали исламски војници и држали су га као таоца у замену за једног затвореника. Помогао му је Мо Дуса, који је такође био члан ове групе. Иако су га Кален, Кензи и Сем на крају пронашли, није могао да буде спасен. Након што је Дом изашао на врху зграде, где је држана, он се жртвовао да спаси Сему живот. Упркос напорима Сема да заустави крварење, Дом је умро скоро одмах на рукама Сема и Калена, остављајући тим потпуно разбијен и сломљеног срца. После смрти Дома, Хети жели да поднесе оставку јер се осећа одговорном за сваког агента и тешко прихвата њихову смрт.
Након тога, Дома је заменио детектив Марти Дикс.

### Ерик Бил
Ерик Бил (тумачи га Берет Фоа) је МЗИС-ов технички аналитичар и стручњак за обавештајну аналитику "човек - рачунар". Он често добија позиве од директора Леона Венса и од особља МЗИС-а у Вашингтону. Као и Џи Кален, Сем Хана, Кензи Блај и Нејт Гејц, и он се први пут појавио у епизоди "Легенда (1. део)" серије "МЗИС". Ерик ужива у  сурфовању и седењу дуже време на друштвеним мрежама, она има 1000 пријатеља на Фејсбуку. Хети је његов пријатељ број 251 и пише му сваки дан на грчком, а Леон Венс пријатељ број 500. Ерик, као и Нејт, често понекад покушава да направи шалу. Хети не одобрава његову одећу (обично сандале и шорц, а понекад пиџама). Када је нови задатак, он сазива агенте користећи звиждук, што уједно нервира Хети.
У епизоди "Опроштај (1. део)" Ерик каже да је Американац немачког порекла, а самим тим реагује на коментаре у вези са командом Немаца. Сем Хети, он је једини члан тима који носи наочаре.
Он је главна веза између агената и запослених. Често контролише саобраћајне камере и хакује рачунарске мреже и сателите да би стекао предност за агенте. У епизоди "Празан тоболац" он је успео да затвори цео Интернет на неколико минута.
Он зна форензичарку Еби Шуто, протагонисту телевизијске серије "МЗИС", и пријатељи су. Ерик такође зна знаковни језик што је приказано у епизоди "Намерна случајност".
Од друге сезоне његов партнер постаје Нел Џоунс, која му се у почетку није допадала због чињенице да је она, новајлија, преузела неке од његових техничких послова, а најмање јер и она зове агенте звиждуком, што обично ради он. Током времена, постаје јасно да њих двоје гаје романтична осећања једно према другом.
Током осме сезоне, њихова веза напредује када Ерик схвати да се заљубио у њу кад су глумили пар на тајном задатку. Њих двоје су се пољубили када је Ерик упуцао ауто осумњиченог и учинио да одлети у ваздух.

### Хенријета Ленг
Хенријета "Хети" Ленг (тумачи је Линда Хант) је управник операцијама Морнаричких истражитеља у Лос Анђелесу. Први пут се појавила у "Идентитет". Упркос својом малом расту остали ликови су пронашли да је застрашујућа, не због њене шаролике прошлости. Хети има доста контаката, веза и односа са ранијим агентима (епизода "Нестао") и познатим холивудским личностима као што су Џорџ Гамилтон и Френк Синатра. Она је обожавалац Леди Гаге, рекавши да "ће увек волети Леди Гагу". Хетино пиће је чај. Након што је одобрила мисију у Авганистану, Кален и Сем су обећали да ће јој донети торбу чаја.
Према личнон досијеу Хети, који је постао доступан Нел на крају друге сезоне у епизоду "Породица", откривено је да Хети:
- тренутно седи на положају управника операција;
- Говори руски, немачки, мандарински, шпански, чешки, румунски, арапски, мађарски, хебрејски и паштунски језик;
- је специјалиста у борилачким вештинама Хапкидо, Вушу и Ескрима;
- је добила диплому магистра ликовних уметности на Сорбони;
- је дипломирала у Француском савезу културе;
- је освојила бронзану медаљу за своју улогу у пуцању из малокалибарских пушке на летњим Олимпијским играма 1964. одржаним у Токију, у Јапану;
- је добила награду за достигнућа у Војнообавештајној агенцији и ЦИА-и добила звезду;
- је члан Реда Наранџастих у Наси;
- је имала претходно каријеру у филмовима као костимограф;
- је објављивани писац;
- је пилот;
- је први посао добила после дипломирања на академији у 1968. који је био у Сајгону;
- је рођена 29. фебруара 1948. године;

Хети је један од последњих преживелих агената из времена Хладног рата, Хети има неограничен приступ контактима свих обавештајних служби и војних заједница, које она није оклевала да користи ако је то неопходно за успех мисије или да заштити животе својих агената. Њен углед је легендаран, а само помињање њеног имена је довољно да утера страх онима који су чули за њу, али је никада нису упознали. Она има широк списак алијаса, као и возачких дозвола, које држи у закључаној ладици свог стола, као и неколико шасоша у приватном сефу.
Хети се понекад односи мајчински према својим агентима. Када су у епизоди "Заседа" њени агенти били у озбиљној опасности, она је користила свој значајан политички капитал и горе наведене контакте како би их сачувала (на пример, убедила је секретара ваздухопловства да одобри лет Ф-22 Раптор преко логора војне групе).
Као и Ерик Бил, и она је пријатељица Еби Шуто, а када је посетила контролну собу, Хети јој је указала да Ерик и други агенти могу "бити модерни и истовремено функционални". Када је рањен Дикс и кад није било кога да се позове јер нема блиских рођака, Хети му је рекла да њу именује као најближу родбину. Хети тешко пролази кроз смрт својих агената и два пута је давала оставку (мада неуспешно). Први пут 1999. године када је убијен перспективни млади агент Саливан кога је она лично регрутовала са обалске страже и био је припреман да се убаци у војну групу у којој је убијен. Други пут након смрти агента Доминика Вејла. Иако је написала писмо директору Венсу са својом оставком и предала му га лично, Кален јој га је вратио када га је извадио из џепа директора.
На крају друге сезоне показује се да Хети има породичне везе са породицом Комеску и да и она има исту тетоважу као и мистериозни човек који је дао оловног војника Калену на плажи. У трећој сезони, у епизоди "Ленг Х.", постало је јасно да Хети није члан породице Комеску, него да је покушавала деценијама да се убаци њихове редове да заштити Калена. На крају епизоде, показано је да је била повређена, јер се епизода завршила са чињеницом да је пала на земљу и њена судбина остаје непозната.
Након што је преживела рањавање, Хети је узела слободне дане да се опорави, Хети се званично вратила на посао. Такође је открила Калену да је познавала његову мајку Клару када је била агент ЦИА-е и да јој је била надређена. Ипак, током операције у Румунији, Клара Кален нестаје и поново се појављује шест година касније са двоје деце и без његовог оца. Звала је Хети и рекла јој је да мора да оде из Румуније. Иако је ЦИА рекла Хети да не смета, одлучила је да то уради. Ипак, Клару су убили Комескуови пре него што је Хети стигла. Кален и његова сестра су некако дошли у САД и Хети их је нашла и средила да Кален оде из удомитељске породице. Ипак, закаснила је за Ејми која је већ била мртва.  
На крају треће сезоне Хети даје отказ на место управника операција након што је Кален ухапшен и након што су Лорен Хантер и Мајк Ренко побијени. Ипак, откривено је да је цела операција око Камелеонове смрти исценирана, а Хети се после вратила на свој првобитни положај управника операција.

### Семјуел Хана
Семјуел "Сем" Хана (тумачи га Џејмс Тод Смит) је бивши МВК-овац (пензионисан у чину наредника) из специјалних снага, а сада старији теренски специјални агент МЗИС-а. Она се први пут појавио у епизоди "Легенда (1. део)" серије "МЗИС".
Он је најбољи пријатељ Џија Калена. Сем говори и чита арапски, често помаже тиму са преводима и поседује енциклопедијско знање о Курану, мада није јасно какве религије се придржава. Сем је веома захтеван од себе и чека. Он и даље живи по војном кодексу, а такође има јак осећај части. То је приказано у епизоди "Повреда сигурности", што га је навело да доведе суданско сироче по имену Мо Дуса у САД након убиства Моовог оца током мисије у Чаду пре скоро десет година. Сем зове Моа својим суданским братом. Након што се Мо придружио групи исламских војника, послат је у затвор. Сем тајно продире близу Моа и штити га. Када је Моа убио вођа терориста, Сему је веома тешко да се носи са тим.
Док је Кален усамљеник по природи, због околности свог детињства, Сем је непобедив, због искуства стеченог због година рада у МВК.
Као дете Сем је желео да постане МВК, али служба у морнарици захтева знање из пливања и сама понекад емотивно зависи од ситуације, као што је то био случај са Моом и када је обећао команданту морнарице да ће му спасити отету ћерку (епизода "Мали анђели"), упркос чињеници да је тај случај је водио ФБИ или заштиту ВМК тим-а када су убили издајника. Сем има двоје деце, сина и ћерку. Кален је знао за њихово постојање, а Кензи и Дикс су били изненађени кад су чули за њих.
У петој епизоди друге сезоне, "Мали анђели", Сем каже да је једном био жив закопан од стране српских војника када је био МВК-овац задужен за проналажење доказа за етничко чишћење и масовне гробнице у бившој Југославији.
У епизоди "Посебна достава" Сем каже да је играо фудбал у средњој школи.
На крају друге сезоне Сем напушта МЗИС са Каленом и Кензи и одлази да пронађе Хети у Прагу.
У епизоди "Партнери" је речено да су он и Кален партнери пет година.
Сем се упознао са Стивом Мекгаретом из серије "Хаваји Пет-0", због чега може да се претпостави да су били део тима МВК док је служио у Коронаду.
У трећој сезони, у епизоди "Издаја (2. део)", испоставило се да он у ствари живи са супругом и ћерком. У шестој епизоди четврте сезоне откривено је да му се супруга зове Мишел. Она и Сем су некада радили заједно, а онда се удала за њега. Мишел такође ради на тајном задатку. У кривичном свету је позната као атентаторка Квин.
На крају осме сезоне Мишел су отели људи Тахира Каледа и захтевали су да се он пусти. Након што је Мишел убијена, Сем одлучује да се одметне и да заврши са Каледом једном заувек.

### Мартин А. Дикс
Мартин А. "Марти" Дикс (тумачи га Ерик Кристијан Олсен) је детектив и официр за везу са полицијом Лос Анђелеса који је заменио убијеног Доминика Вејла. У првој сезони се појавио у две епизоде. У другој сезони Дикс постаје стални члан екипе. Временом, Дикс постаје пуноправни члан екипе и иако је и даље предмет њихових шала, он их тихо прихвата због духовитости и веселе природе, иако није навикао да се игра са својим пријатељима. Дик је најговорљивији члан екипе.
Похађао је правни факултет и положио је испит из познавању закона државе Калифорније. Он прихвата понуду од Хети да  постане веза између полиције и МЗИС-а на крају епизоде "Рука руци", у којој је сарађивао са МЗИС-ом када су сарађивали на тајној операцији. Међутим, његов положај као официра за везу није увек на снази, с' обзиром на његов непријатељски однос са другим полицајцима у Лос Анђелесу: "Пошто је тајни агент, само их нервира". На крају епизоде "Слава" он каже Кензи како иде на дугорочну тајну мисију и Кензи изгледа разочарана. У истој епизоди, у разговора између Хети и Калена, испоставило се да им у ствари не треба веза, него да је Хети посматрала Дикса већ неко време, а њене праве намере су да га регрутује за МЗИС. У 23. епизоди друге сезоне,  "Варалица (1. део)" Хети му даје да потпише попуњени захтев за пријем у МЗИС као агент, али Дикс одбија. У истој епизоди је откривено да му је право име Мартин А. Брендел и да је рођен 8. јануара 1979. године. Откривено је да никада није живео више од два километра од куће у којој је одрастао. Дикс и Кензи су другови, а он често кокетира са њом, иако је покушавао да је искористи као мамац да се упозна са другим женама.
Када је Дикс упуцан, тражио је да се направи списак могућих осумњичених. Он укључује човека по имену Гордон Џон Брендел, касније се испоставило да му је Брендел отац: човек који је злостављао Дикса када је био мали, па га је Дикс упуцао када је имао 11 година. Хети је тражила од Нел да нађе Брендела и сазнаје да је погинуо у саобраћајној несрећи 1998. године, након што је пуштен из затвора. Међутим, то је противречно са изјавом у епизоди "Граница", у којој је Дикс рекао Кензи да је пре шест година његов отац га је убијен. Када је Дикс питао Хети кога да упише као најближу родбину, Хети му нуди да напишем њу.
Дикс је врло строг у избору оружја, радије користи Берету 92ФС уместо стандардног проблематичног оружја МЗИС-а, Зиг Зауера П229, јер му је спасла живот. 
У епизоди "План Б" Диксов најбољи друг Реј му каже да зна да он осећа нешто према Кензи. Он је схватио док их је посматрао. Иако је Дикс то негирао, поруменио је и није престајао да се смеје. Реј каже Диксу да га назове чим се све усклади са Википедијом (Кензи). На крају епизоде, Кензи пита Дикса кад ће да зове Реја. Он, ходајући поред ње, се насмеја и рече: "Што питаш?". Она је одговорила онако, а када је он рекао касније Реју да "ствари иду полако" и када је поменуо да га Кензи поздравља, насмејао се. У епизоди "Варалица (1. део)" конобарица пита Дикса да ли су он и Кензи пар, а он каже да су само другови.
На крају друге сезоне Дикс доказује своју оданост екипи. Када су Кален, Сем и Кензи дали отказ да би нашли Хети у Прагу, Дикс каже директору Венсу да би и он урадио исто да може, али пошто није агент, не може. 
Дикс има полицијског пса по имену Монти. Монти се појављивао неколико пута у низу. Први пут га је Дикс довео у теретану у 10. епизоди друге сезоне, други кад му је Монти помогао да открије бомбу у 23. епизоди друге сезони и трећи када је Дикс довео Монтија у штаб због чега је Сему било непријатно. Монти воли да слуша радио програм "Све о свему." 
У епизоди "Комшија гледа" Кензи и Дикс су глумили брачни пар да би открили "спавачког" тајног агента.
У току пете сезоне Кензи и он почињу да се забављају, али је Кензи изненада послата у Авганистан на специјални задатак. Зато им је Хети купила за Божић сателитске мобилне да би могли да разговарају. Веза се наставила кад су се Кензи и Гренџер вратили из Авганистана.
Током шесте сезоне Дикс и Кензи одлучују да обелодане своју везу, а од седме сезоне њих двоје живе заједно. На крају седме сезоне Дикс проси Кензи.

### Нел Џоунс
Нел Џоунс (тумачи је Рене Фелис Смит) је аналитичарка и партнерка Ерика Била у МЗИС-у. Она се први пут појавила у другој сезони, у епизоди "Посебна достава". Она је малог раста (може да носи џемпер Хетине величина што је ивђено у епизоди "Неред"). У епизоди "Мирнији начин (2. део)" показује се да има функционално знање из писаања на арапском језику када је морала да преведе садржај терористичке бележнице.
Иако је Нел недавно дипломирала, често се показује да је врло корисна за друге. Између ње и Ерика је првобитно био непријатељски однос, с' обзиром на чињеницу да је Нел преузела Ерикове одговорности, што је изазвало његово незадовољство. Током рада, они су постали пријатељи и појављују се осећања једно за друго. Нел има навику да дорађује предлоге других. У епизоди "Посебна достава" она каже да је то зато што има Поремећај мањка пажње и проблем са самоконтролом када је блиска људима којима се дивим (нпр. Ерик). Она воли да прима цвеће и једном је послао цвеће себи и признала је то Ерику тек након бескрајног испитивања. Цвеће је први пут видео Сем и рекао је: "Изгледа да неко има тајног обожаваоца". Када је Ерик то видео, застао је у пола реченице и рекао: "Лепо цвеће".
У епизоду "Затвор (1. део)" откривено је да се Нел и Нејт знају, али је природа њиховог односа, ако га има, остала непозната. Поред тога она има веома добар однос са Хети. Нел је другарица, или барем у добрим односима са Кензи, која је позива на пиће у епизоди "Опроштај (1. део)". Нел зна шпански и стручњак је за Јужну Америку.
У епизоди "Блај К. (2. део)" Нел уживао пиштољ који даје вероватноћу за претпоставку да зна како се користи пиштољ. 
У четвртој сезони, тачније у епизоди "Слободна вожња", Ерик и она су се први пут пољубили и провели су остатак вечери заједно у штабу МЗИС-а.
Током пете сезоне, док је Кензи неко време била у Авганистану са Гренџером на специјалној мисији, она је била Диксова привремена партнерка. 
Током шесте сезоне Нејт јој је помогао да се опорави од свог првог убиства. У истој сезони њен и Ериков однос полако почиње да расте када га Нел моли да иде са њом код њених за Божић у епизоди "Обмана". 
У осмој сезони, тачније у епизоди "Бекство", њих двоје су се поново пољубили када је Ерик пуцњем из пиштоља дигао у ваздух кола осумњиченог у покрету. Од тада њихов однос почиње да личи на однос који су Дикс и Кензи имали током пете сезоне.

### Овен Гренџер
Овен Гренџер (тумачио га је Мигел Ферер) је нови помоћник директора МЗИС-а. Он се први пут појавио у епизоди "Посматрачи", у којој је доводио у питање Хетину способност да води екипу. Повремено се појављивао у трећој сезони. На крају епизоде "Камелеон" испоставило се да је дошао у Лос Анђелес да ухвати убицу, док је у то време посматрао Кензи, која је била у стрељани, наговештавајући да она може бити укључена у истрагу о смрти њеног оца.
У епизоди "Блај К. (2. део)" испоставило се да је он био снајпериста у екипи Доналда Блаја, Кензиног покојног оца и да је такође помогао екипи да нађе правог убицу Питера Клермонта. Поред тога он је упуцао Клермонта када је овај покушао да убије Кензи. Као резултат тога, Гренџер је постављен у Лос Анђелесу на привременој основи, а на крају треће сезоне је помогао екипи да ухвати "Камелеона" који је одговоран за смрти агената Мајка Ренка и Лорен Хантер.
Гренџер је недавно учествовао у хапшењу Исака Сидорова и проналажењу украденог нуклеарног оружја из Хладног рата које је он украо и тако се доказао као јака подршка кад је сазнао да је једини агент који се приближио Сидорову била Мишел, Семова жена. Такође је водио операцију "Бели дух", током које је постао Кензин руководилац када је добила задатак на Блиском истоку да спроведе ликвидацију.
У епизоди "Гренџер О." је откривено да му је Џенифер Ким, Севернокорејски шпијун који је приведен у ОСП у епизоди "Отказани Божић", ванбрачна ћерка, што је у неку руку и наговештено епизоду раније.
У осмој сезони, у епизоди "Црно тржиште", говори Нел да га зове "Гренџер", а не "Помоћник директора", што показује да је близак са екипом. Кад му је рекла "То би било чудно, шефе", он је одговорио: "Штета. То је наређење". У епизоди "Оружје духа" говори Мартију Диксу да га зове Гренџер и каже: "Тако ме пријатељи зову". 
у осмој сезони, у епизоди "Луди воз", открива да умире од рака за који признаје да је могао да га добије због било ког свог поступка, укључујући и то што је био изложен на Агенту оранж док је био на Лаосу. Касније је убоден ножем у епизоди "Топла вода" када су га водили у затворску ћелију и остао је у критичном стању. У епизоди "Наплата" је замало био мета атентата који је требало да изврши агент ЦИА-а, иако је успео да убије атентаторку пре него што је успела да му убаци отров у организам.
Овен Гренџер је исписан из серије у епизоди "Стари трикови". Хети говори сарадницима да ће поступак опоравка бити мало дужи него што су очекивали и да планира да га посети у болници касније, а када је урадила то у завршним тренуцима епизоде, кревет му је био праан. Након што је питала медицинску сестру где је он, сазнаје да је Овен тихо напустио болницу и да је прекинуо лечење иако се није потпуно опоравио оставивши за собом поруку за Хети.  
У Гренџеровом опроштајном писму, он захваљује Хенријети, објашњавају ћи да му је доста меткака и болница за овај живот и да мора да среди неке последње ствари, ефикасно утичући на екипу и не говорећи о својој смрти због рака. Његова једина жеља је да она пренесе вести екипи, а ако не зна како, он јој верује да ће смислити начин како, јер је таква каква је. Епизода се завршила са сећањем на тумача Овена Гренџера, Мигела Ферера, који је умро неколико недеља пре него што је епизода премијерно емитована. Ферер је имао проблема са говором и тешко је говорио у епизодама које је снимио непосредно пре смрти. Његов глас и његова болест су пренети на развој рака лика који је тумачио, што се одразило и на Фереров рак. Изненадан одлазак лика је био постхумно и направљен је да се врти око тумачеве судбине.
Иако се Гренџер физички није појавио у епизоди "Ратни ожиљци", често је помињан у току епизоде, именујући његов изненадни одлазак из МЗИС-а и претпостављену смрт, као и његов боравак на Лаосу одакле га је Хети спасла када је био послат да извуче агенте одатле који су остали у Југоизсочној Азији након повлачења Американаца из Вијетнамског рата, а такође се појавио у рубрици "Гледали сте у серији МЗИС: Лос Анђелес", у којој је приказано његово сазнање да умире од рака. 
Као и у епизоди "Ратни ожиљци", Гренџер се , због свог здравственог стања, физички не појављује у епизоди "Златни дани", али је помињан неколико пута.